# Eudyści
Eudyści, właśc. Zgromadzenie Jezusa i Maryi (łac. Congregatio Iesu et Mariae, siglum: CIM) – katolickie męskie zgromadzenie zakonne założone we Francji przez św. Jana Eudesa w 1643 roku.

## Historia
Zgromadzenie Jezusa i Maryi zostało założone przez oratorianina św. Jeana Eudesa w Caen, w Normandii 25 marca 1643 roku. Do głównych dzieł wspólnoty należało kształcenie alumnów w seminariach duchownych i prowadzenie misji parafialnych w duchu odnowy po soborze trydenckim.
Pierwszymi eudystami byli kapłani nauczający w założonym przez Jeana Eudesa w Caen seminarium duchownym. Pierwotnie nie składali oni ślubów zakonnych, by nie być wyłączonymi z kleru diecezjalnego, lecz podlegać biskupowi ordynariuszowi (by unikać tzw. egzempcji). Składano śluby wierności wspólnocie. Kolejne seminaria eudystów powstawały w: Coutances (1651), Lisieux (1653), Rouen (1659), Évreux (1667) oraz Rennes (1670). Konstytucje zgromadzenia zatwierdził papież Klemens X w 1674 roku, jeszcze za życia fundatora. Eudyści prowadzili liczne misje w parafiach o wymowie antyjansenistycznej. W XVIII w. prowadzili we francuskich diecezjach 17 seminariów duchownych. Podczas rewolucji francuskiej byli prześladowani za odmowę złożenia przysięgi na Konstytucję cywilną kleru (fr. Constitution civile du clergé). Trzech eudystów poniosło śmierć i zostało beatyfikowanych. Zgromadzenie zostało przywrócone w 1826 roku w Rennes. Zatwierdzenie papieskie w 1857 roku. Polityka rządu francuskiego, szczególnie prawa wprowadzone w 1880 oraz 1903 przyczyniły się do ponownego zaniku zgromadzenia. Część eudystów wyemigrowała, zakładając wspólnoty w takich krajach, jak: Kanada, Stany Zjednoczone, Kolumbia, Wenezuela, Brazylia, Chile. 
Eudyści powrócili do Francji po I wojnie światowej. Zgromadzenie liczyło w 1979 roku 56 domów w prowincjach (ok. 560 zakonników, 469 prezbiterów). W 2020 roku – 495 członków (362 prezbiterów). Dom generalny zgromadzenia znajduje się w Rzymie. Generałem jest Jean-Michel Amouriaux CIM (2023).

## Duchowość
Duchowość zgromadzenia oparta jest na chrystocentryzmie. Obecny jest też kult Matki Bożej. Zakonnicy w oddziaływaniu duszpasterskim szczególnie propagują kult Serc Jezusa i Maryi.

## Beatyfikowani eudyści
Męczennicy, beatyfikowani przez Piusa XI w 1926:
- Franciszek Ludwik Hébert[4]
- Pierre-Claude Pottier[5]
- François Lefranc[6]